# 1827 na literatura

## Nascimentos
| Data        | Nome          | Profissão                               | Nacionalidade  | Observações | Ref |
| ----------- | ------------- | --------------------------------------- | -------------- | ----------- | --- |
| 10 de Abril | Lew Wallace   | escritor, militar, advogado e diplomata | Estados Unidos | m. 1905     |     |
| 12 de Junho | Johanna Spyri | escritora                               | Suíça          | m. 1901     |     |

## Mortes
| Data           | Nome                | Profissão                | Nacionalidade | Observações | Ref |
| -------------- | ------------------- | ------------------------ | ------------- | ----------- | --- |
| 21 de Julho    | Archibald Constable | editor                   | Escócia       | n. 1774     |     |
| 12 de Agosto   | William Blake       | poeta, pintor e gravador | Inglaterra    | n. 1757     |     |
| 10 de Setembro | Ugo Foscolo         | poeta e escritor         | Itália        | n. 1778     |     |